# (24170) 1999 WB13
1999 دابليو بي 13 (ويعرف أيضًا باسم (24170) 1999 دابليو بي 13 وفق تسمية الكوكب الصغير) (بالإنجليزية: 1999 WB13)‏ هو كويكب ضمن حزام الكويكبات؛ وترتيبه 24170 من حيث الاكتشاف.
اكتُشف هذا الجُرم الفلكي بواسطة Pierre Antonini ‏ في 29 نوفمبر 1999.

## وصلات خارجية
- (24170) 1999 WB13 في قاعدة بيانات مختبر الدفع النفاث لأجرام النظام الشمسي الصغيرة

- الاكتشاف · مخطط المدار ·  العناصر المدارية · المعلمات المادية

- (24170) 1999 WB13 على موقع ويكي سكاي: DSS2, SDSS, GALEX, IRAS, Hydrogen α, X-Ray, Astrophoto, Sky Map, Articles and images